# Cá thu Nhật Bản
Cá thu Nhật Bản (danh pháp hai phần: Scomberomorus niphonius) là một loài cá trong họ Cá thu ngừ. Cá thu Nhật Bản  Chiều dài tối đa loài cá này là 100 cm, và cân nặng tối đa ghi nhận được là 7,1 kg.
Cá thu Nhật Bản là một hải sản quan trọng ở Đông Á. Hàn Quốc là nước có sản lượng đánh bắt cao nhất, tiếp theo là Nhật Bản và Đài Loan. Tất cả con số này khoảng 56.000 tấn năm 2009. Tuy nhiên, Trung Quốc báo cáo đánh bắt sản lượng lớn cá thu (Scomberomorus spp., con số khoảng 400.000 tấn các năm 2000–2009), mà không báo cáo một loài Scomberomorus đơn nào Có khả năng trong số này có cả cá thu Nhật Bản.

### Đặc điểm
Cá thu Nhật Bản có tổng cộng 19-12 gai lưng, 15-19 tia vây lưng, 16-20 tia mềm hậu môn, 48-50 đốt  xương sống. Vây ngực nhỏ và cách xa nhau. Đường chỉ cá cong dần xuống về phía cuống đuôi. Cá thu Nhật Bản là loài duy nhất trong chi có ruột thẳng. Cá thu Nhật Bản không có bong bóng cá, có vảy nhỏ bảo phủ toàn cơ thể. Phần tư trước của vây lưng thứ nhất và một phần rìa xa hẹp của phần còn lại của vây lưng có màu đen.Thân có 7 hoặc nhiều hàng đốm chạy dọc, một số điểm kết nối với nhau.

### Phân loại sinh học
- Giới(regnum): Animalia
- Ngành(phylum): Chordata
- Lớp(class): Actinopterygii
- Bộ(ordo): Pecciformes
- Họ(familia): Scombridae
- Chi(genus): Scomberomorus
- Loài:(species): Scomberomorus niphonius

### Môi trường sống và sinh học
Cá thu Nhật Bản được tìm thấy ở Tây Bắc Thái Bình Dương / giới hạn trong các vùng biển cận nhiệt đới và ôn đới của Trung Quốc, Hoàng Hải và xung quanh bán đảo Triều Tiên, Biển Đông (Biển Nhật Bản), bờ biển Thái Bình Dương của Nhật Bản, phía bắc đến Vladivostok. Loài đi học, phạm vi sâu 0 – 200 m. Chúng được tìm thấy gần bờ (bao gồm các khu vực biển nửa kín), trải qua cuộc di cư sinh sản vào mùa xuân (tháng 3 đến tháng 6) và di cư kiếm ăn vào mùa thu (tháng 9 đến tháng 11) ở Biển nội địa Nhật Bản. Chúng ăn cá nhỏ, là loài phát triển nhanh, đạt 45㎝ trong một năm. Tuổi thọ 6 ~ 8 năm.  Loài này thường bị nhầm lẫn với cá seerfish Hàn Quốc (Scomberomorus koreanus) trong cộng đồng người Hàn Quốc. Cá thu Nhật Bản là một loài quan trọng đối với nghề cá ở Đông Á. Hàn Quốc là quốc gia báo cáo sản lượng khai thác hàng năm lớn nhất, tiếp theo là Nhật Bản và Đài Loan. Được nuôi và thả để đánh bắt ở Nhật Bản.

### Giá trị với ngư nghiệp
Cá thu Nhật Bản được đánh bắt ở khắp các vùng của nó, nhưng là loài Scomberomorus quan trọng nhất ở Nhật Bản. Sản lượng khai thác trên thế giới theo báo cáo của Trung Quốc, Nhật Bản và Hàn Quốc dao động trong khoảng 42 800 tấn năm 1975 và 68 300 tấn năm 1981 (FA0 1983). Chúng được bán tươi và đặc biệt ngon vào mùa đông. Cá thu Nhật Bản được ăn áp chảo và nướng. Lưới trôi và lưới rê là những ngư cụ chính trong ngành đánh bắt cá theo mùa ở Biển Nội địa Nhật Bản hoạt động từ tháng 3 đến tháng 6 và từ tháng 9 đến tháng 11. số loài được FAO đưa vào năm 1999 là 595 103 tấn. Các quốc gia có sản lượng khai thác lớn nhất là Trung Quốc (565 764 tấn) và Hàn Quốc (19502 tấn).
|  |

## Hình ảnh

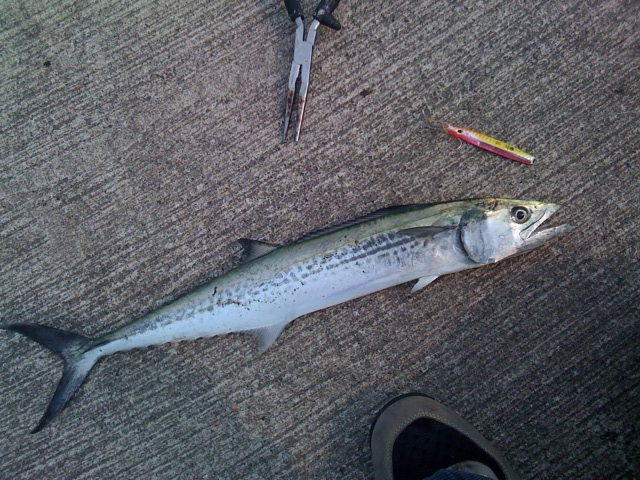